# Michaël Llodra
Michaël Llodra (Paris, 18 de maio de 1980) é um tenista francês.
Llodra é filho de um ex-jogador do Paris Saint-Germain, Michel Llodra. Michaël Llodra possui 5 títulos em Grand Slam em duplas. Ainda conquistou 1 Master Cup e 3 Masters Series, comprovando ser um dos especialistas em duplas, além de também ter uma boa carreira em simples, diferentemente de tenistas que não conciliam as duas modalidades, com os títulos de 's-Hertogenbosch 2004, Adelaide e Rotterdam em 2008, e Marselha e Eastbourne em 2010.
Encerrou o ano de 2011 como o número 47 do mundo em simples.

## Desempenho em Torneios

### Simples

#### Finais Vencidas (5)
| Legenda                                                     |
| Grand Slam (0)                                              |
| Tennis Masters Cup ATP World Tour Finals (0)                |
| ATP Masters Series ATP World Tour Masters 1000 (0)          |
| ATP International Series Gold ATP World Tour 500 Series (1) |
| ATP International Series ATP World Tour 250 Series (4)      |

| Títulos por superfície |
| Dura (3)               |
| Grama (2)              |
| Saibro (0)             |
| Carpete (0)            |

| Nr. | Data                    | Torneio                         | Superfície | Adversário na Final    | Resultado           |
| 1.  | 14 de Junho de 2004     | 's-Hertogenbosch, Países Baixos | Grama      | Guillermo Coria        | 6–3, 6–4            |
| 2.  | 5 de Janeiro de 2008    | Adelaide, Austrália             | Dura       | Jarkko Nieminen        | 6–3, 6–4            |
| 3.  | 18 de Fevereiro de 2008 | Roterdã, Países Baixos          | Dura       | Robin Söderling        | 6–7(3), 6–3, 7–6(4) |
| 4.  | 15 de Fevereiro de 2010 | Marselha, França                | Dura       | Julien Benneteau       | 6–3, 6–4            |
| 5.  | 19 de Junho de 2010     | Eastbourne, Reino Unido         | Grama      | Guillermo García-López | 7–5, 6–2            |

#### Finais Perdidas (4)
| Nr. | Data                    | Torneio                         | Superfície | Adversário na Final | Resultado   |
| 1.  | 5 de Janeiro de 2004    | Adelaide, Austrália             | Dura       | Dominik Hrbatý      | 6–4, 6–0    |
| 2.  | 13 de Junho de 2005     | 's-Hertogenbosch, Países Baixos | Grama      | Mario Ančić         | 7–5, 6–4    |
| 3.  | 16 de Fevereiro de 2009 | Marselha, França                | Dura       | Jo-Wilfried Tsonga  | 7–5, 7–6(3) |
| 4.  | 1 de Novembro de 2009   | Lyon, França                    | Dura       | Ivan Ljubičić       | 7–5, 6–3    |

### Duplas

#### Finais de Grand Slam

##### Campeão (3)
| Ano  | Torneio         | Superfície | Parceiro        | Adversário na Final        | Resultado             |
| 2003 | Australian Open | Dura       | Fabrice Santoro | Mark Knowles Daniel Nestor | 6–4, 3–6, 6–3         |
| 2004 | Australian Open | Dura       | Fabrice Santoro | Bob Bryan Mike Bryan       | 7–6(4), 6–3           |
| 2007 | Wimbledon       | Grama      | Arnaud Clément  | Bob Bryan Mike Bryan       | 6–7(5), 6–3, 6–4, 6–4 |

##### Vice-Campeão (3)
| Ano  | Torneio         | Superfície | Parceiro        | Adversário na Final           | Resultado   |
| 2002 | Australian Open | Dura       | Fabrice Santoro | Mark Knowles Daniel Nestor    | 7–6(4), 6–3 |
| 2004 | Roland Garros   | Saibro     | Fabrice Santoro | Xavier Malisse Olivier Rochus | 7–5, 7–5    |
| 2008 | Australian Open | Dura       | Arnaud Clément  | Jonathan Erlich Andy Ram      | 7–5, 7–6(4) |

#### Finais Vencidas (23)
| Legenda                                                     |
| Grand Slam (3)                                              |
| Tennis Masters Cup ATP World Tour Finals (1)                |
| ATP Masters Series ATP World Tour Masters 1000 (2)          |
| ATP International Series Gold ATP World Tour 500 Series (5) |
| ATP International Series ATP World Tour 250 Series (12)     |

| Títulos por superfície |
| Dura (15)              |
| Grama (1)              |
| Saibro (2)             |
| Carpete (5)            |

| Nr. | Data                    | Torneio                               | Superfície | Parceiro         | Adversários na Final                 | Resultado              |
| 1.  | 1 de Maio de 2000       | Mallorca, Espanha                     | Saibro     | Diego Nargiso    | Alberto Martín Fernando Vicente      | 7–6(2), 7–6(3)         |
| 2.  | 13 de Janeiro de 2003   | Australian Open, Melbourne, Austrália | Dura       | Fabrice Santoro  | Mark Knowles Daniel Nestor           | 6–4, 3–6, 6–3          |
| 3.  | 19 de Janeiro de 2004   | Australian Open, Melbourne, Austrália | Dura       | Fabrice Santoro  | Bob Bryan Mike Bryan                 | 7–6(4), 6–3            |
| 4.  | 23 de Agosto de 2004    | Long Island, EUA                      | Dura       | Antony Dupuis    | Yves Allegro Michael Kohlmann        | 6–2, 6–4               |
| 5.  | 25 de Outubro de 2004   | São Petersburgo, Rússia               | Carpete    | Arnaud Clément   | Dominik Hrbatý Jaroslav Levinský     | 6–3, 6–2               |
| 6.  | 2 de Maio de 2005       | Roma, Itália                          | Saibro     | Fabrice Santoro  | Bob Bryan Mike Bryan                 | 6–4, 6–2               |
| 7.  | 3 de Outubro de 2005    | Metz, França                          | Dura       | Fabrice Santoro  | José Acasuso Sebastián Prieto        | 5–2, 3–5, 5–4(4)       |
| 8.  | 24 de Outubro de 2005   | Lyon, França                          | Carpete    | Fabrice Santoro  | Jeff Coetzee Rogier Wassen           | 6–3, 6–1               |
| 9.  | 13 de Novembro de 2005  | Tennis Masters Cup, Shanghai, China   | Carpete    | Fabrice Santoro  | Leander Paes Nenad Zimonjić          | 6–7(6), 6–3, 7–6(4)    |
| 10. | 30 de Outubro de 2006   | Paris, França                         | Carpete    | Arnaud Clément   | Fabrice Santoro Nenad Zimonjić       | 6–4, 6–2               |
| 11. | 12 de Fevereiro de 2007 | Marselha, França                      | Dura       | Arnaud Clément   | Mark Knowles Daniel Nestor           | 7–5, 4–6, [10–8]       |
| 12. | 25 de Junho de 2007     | Wimbledon, Londres, Reino Unido       | Grama      | Arnaud Clément   | Bob Bryan Mike Bryan                 | 6–7(5), 6–3, 6–4, 6–4  |
| 13. | 1 de Outubro de 2007    | Metz, França                          | Dura       | Arnaud Clément   | Mariusz Fyrstenberg Marcin Matkowski | 6–1, 6–4               |
| 14. | 3 de Março de 2008      | Las Vegas, EUA                        | Dura       | Julien Benneteau | Bob Bryan Mike Bryan                 | 6–4, 4–6, [10–8]       |
| 15. | 29 de Setembro de 2008  | Metz, França                          | Dura       | Arnaud Clément   | Mariusz Fyrstenberg Marcin Matkowski | 5–7, 6–3, [10–8]       |
| 16. | 20 de Outubro de 2008   | Lyon, França                          | Carpete    | Andy Ram         | Stephen Huss Ross Hutchins           | 6–3, 5–7, [10–8]       |
| 17. | 16 de Fevereiro de 2009 | Marselha, França                      | Dura       | Arnaud Clément   | Julian Knowle Andy Ram               | 3–6, 6–3, [10–8]       |
| 18. | 15 de Fevereiro de 2010 | Marselha, França                      | Dura       | Julien Benneteau | Julian Knowle Robert Lindstedt       | 6–4, 6–3               |
| 19. | 7 de Agosto de 2011     | Washington D.C., EUA                  | Dura       | Nenad Zimonjić   | Robert Lindstedt Horia Tecău         | 6–7(7), 7–6(6), [10–7] |
| 20. | 14 de Agosto de 2011    | Montréal, Canadá                      | Dura       | Nenad Zimonjić   | Bob Bryan Mike Bryan                 | 6–4, 6–7(5), [10–5]    |
| 21. | 9 de Outubro de 2011    | Pequim, China                         | Dura       | Nenad Zimonjić   | Robert Lindstedt Horia Tecău         | 7–6(2), 7–6(4)         |
| 22. | 6 de Novembro de 2011   | Basiléia, Suíça                       | Dura       | Nenad Zimonjić   | Max Mirnyi Daniel Nestor             | 6–4, 7–5               |
| 23. | 19 de Fevereiro de 2012 | Roterdã, Países Baixos                | Dura       | Nenad Zimonjić   | Robert Lindstedt Horia Tecău         | 4–6, 7–5, [16–14]      |

#### Finais Perdidas (18)
| Nr. | Data                    | Torneio                               | Superfície | Parceiro         | Adversários na Final                  | Resultado                     |
| 1.  | 14 de Janeiro de 2002   | Australian Open, Melbourne, Austrália | Dura       | Fabrice Santoro  | Mark Knowles Daniel Nestor            | 7–6(4), 6–3                   |
| 2.  | 22 de Julho de 2002     | Los Angeles, EUA                      | Dura       | Justin Gimelstob | Sébastien Grosjean Nicolas Kiefer     | 6–4, 6–4                      |
| 3.  | 14 de Abril de 2003     | Monte Carlo, Mônaco                   | Saibro     | Fabrice Santoro  | Mahesh Bhupathi Max Mirnyi            | 6–4, 3–6, 7–6(6)              |
| 4.  | 5 de Maio de 2003       | Roma, Itália                          | Saibro     | Fabrice Santoro  | Wayne Arthurs Paul Hanley             | 6–1, 6–3                      |
| 5.  | 29 de Setembro de 2003  | Metz, França                          | Dura       | Fabrice Santoro  | Julien Benneteau Nicolas Mahut        | 7–6(2), 6–3                   |
| 6.  | 27 de Outubro de 2003   | Paris, França                         | Carpete    | Fabrice Santoro  | Wayne Arthurs Paul Hanley             | 6–3, 1–6, 6–3                 |
| 7.  | 8 de Novembro de 2003   | Tennis Masters Cup, Houston, EUA      | Dura       | Fabrice Santoro  | Bob Bryan Mike Bryan                  | 6–7(6), 6–3, 3–6, 7–6(3), 6–4 |
| 8.  | 5 de Janeiro de 2004    | Adelaide, Austrália                   | Dura       | Arnaud Clément   | Bob Bryan Mike Bryan                  | 7–5, 6–3                      |
| 9.  | 24 de Maio de 2004      | Roland Garros, Paris, França          | Saibro     | Fabrice Santoro  | Xavier Malisse Olivier Rochus         | 7–5, 7–5                      |
| 10. | 10 de Janeiro de 2005   | Sydney, Austrália                     | Dura       | Arnaud Clément   | Mahesh Bhupathi Todd Woodbridge       | 6–3, 6–3                      |
| 11. | 9 de Maio de 2005       | Hamburgo, Alemanha                    | Saibro     | Fabrice Santoro  | Jonas Björkman Max Mirnyi             | 4–6, 7–6(2), 7–6(3)           |
| 12. | 25 de Setembro de 2007  | Bangkok, Tailândia                    | Dura       | Nicolas Mahut    | Sonchat Ratiwatana Sanchai Ratiwatana | 3–6, 7–5, [10–7]              |
| 13. | 7 de Outubro de 2007    | Estocolmo, Suécia                     | Dura       | Arnaud Clément   | Jonas Björkman Max Mirnyi             | 6–4, 6–4                      |
| 14. | 14 de Janeiro de 2008   | Australian Open, Melbourne, Austrália | Dura       | Arnaud Clément   | Jonathan Erlich Andy Ram              | 7–5, 7–6(4)                   |
| 15. | 21 de Setembro de 2009  | Metz, França                          | Dura       | Arnaud Clément   | Colin Fleming Ken Skupski             | 2–6, 6–4, [10–5]              |
| 16. | 9 de Agosto de 2010     | Toronto, Canadá                       | Dura       | Julien Benneteau | Bob Bryan Mike Bryan                  | 7–5, 6–3                      |
| 17. | 13 de Fevereiro de 2011 | Roterdã, Países Baixos                | Dura       | Nenad Zimonjić   | Jürgen Melzer Philipp Petzschner      | 6–4, 3–6, [10–5]              |
| 18. | 16 de Outubro de 2011   | Shanghai, China                       | Dura       | Nenad Zimonjić   | Max Mirnyi Daniel Nestor              | 3–6, 6–1, [12–10]             |